# Denys Šmyhal
Denys Anatolijovyč Šmyhal (ukrajinsky Денис Анатолійович Шмигаль, * 15. října 1975 Lvov) je ukrajinský podnikatel a politik, v letech 2020–2025 předseda vlády Ukrajiny.

## Život
Šmyhal je židovského původu. Vystudoval ekonomii, studoval mj. na technické univerzitě v německých Cáchách. V letech 2017–2019 pracoval jako manažer v energetickém holdingu DTEK, vlastněném ukrajinským oligarchou Rinatem Achmetovem.
Od srpna 2019 do února 2020 byl guvernérem Ivanofrankivské oblasti na jihozápadě Ukrajiny. V březnu 2020 byl jmenován ukrajinským premiérem jako hlava vlády Denyse Šmyhala.
V červenci 2025 ukrajinský prezident Volodymyr Zelenskyj uvedl, že Šmyhala ve funkci premiéra země nahradí Julija Svyrydenková. Krátce poté podal Šmyhal demisi jako vůbec nejdéle sloužící premiér země v její historii. Ještě téhož měsíce se však Šmyhal stal ukrajinským ministrem obrany.